# Hoya monetteae
Hoya monetteae är en oleanderväxtart som beskrevs av T.Green. Hoya monetteae ingår i släktet Hoya och familjen oleanderväxter. Inga underarter finns listade i Catalogue of Life.